# رشيقات الأجنحة
رشيقات الأجنحة أو الجَلَفِيَّات أو الحشرات الناسجة أو غازلات الأنفاق أو رشيقات الأجنحة أو غازلات النسیج أو إمبيوبترا (الاسم العلمي: Embioptera) هي رتبة لمجموعة حشرات يطلق عليها ناسجات الشبك أو غازلات الأعشاش والتي تُعد مجموعة صغيرة من الحشرات الاستوائية وشبه الاستوائية على الأغلب، وتُصنف هذه الرتبة تحت صنف الجناحيات. ويُطلق على هذه الرتبة اسم ايمبيوديا (Embiodea) أو ايمبيدينا (Embiidina). كما تم اشتقاق اسم إيمبيوبترا (ناسجات الشبك) أو («الأجنحة الحيوية») من الكلمة اليونانية embios والتي تعني «حيوي» وpteron التي تعني «جناح»، وهذا الاسم لا يعد وصفًا خاصًا لهذه المجموعة الطيّارة، وربما يشير الاسم إلى سرعة حركتها غير العادية سواء في المضي قدما أو الرجوع للخلف. ظهرت هذه المجموعة لأول مرة في العصر الجوراسي وانتشرت بشكل كبير في العصر الطباشيري. أُطلق اسم ناسجة الشبك (webspinner) على هذه الحشرة نتيجة لقدرتها الفريدة على غزل الحرير من خلال بنيات توجد
في أرجلها الأمامية. كما تستخدم هذه الحشرات الحرير لصنع شبكة شبيهه بالجراب أو الدهليز حيث تعيش بداخله.
تم تسجيل أكثر من 360 نوعًا من أنواع إيمبيوبيترا (ناسجات الشبك)، من حوالي 2000 نوع موجود هذه الأيام. تظهر بعض المناقشات حول التصنيف الوراثي للإيمبيوبتيرا (ناسجات الشبك)، كما تصنف هذه الرتبة كرتبة شقيقة لرتبتي الزورابتيرا (حشرات ملائكية) (Zoraptera)، والفاسماتوديا (حشرات عصوية) (Phasmatodea)، وما زالت هذه المناقشات قائمة حتى اليوم حول دقة هذه التصنيفات.
تنتشر هذه الرتبة في جميع أنحاء العالم، كما توجد
في جميع القارات عدا القارة القطبية الجنوبية (أنتاركتيكا)، وتتركز الكثافة العالية والتنوع الكبير لهذه الأنواع في المناطق الاستوائية.

## الوصف
تتميز ناسجات الشبك بشكل جسدي متشابه ومميز، وهذا على الرغم من اختلاف الألوان والأحجام. يغلب اللون البني والأسود على هذه الحشرات، كما تتسم بعض الأنواع بتدرجات قرنفلية أو مائلة للحمرة، ويتراوح طولها ما بين 1.5 إلي 2.0 مليمتر (0.059 إلي 0.079 إنش). يتأقلم شكل جسم الحشرات بالكامل مع الغرف والأنفاق الحريرية حيث تعيش في عزلة وفي مرونة فائقة رغم ضيق هذه الغرف والأنفاق. وتتميز الإناث والحوريات بعدم امتلاكها أجنحة، بينما تكون الذكور البالغة مجنحة أو غير مجنحة تبعًا للنوع الذي تنتمي إليه الحشرة. كما يبرز من الرأس أجزاء فمية بجانب الفكوك الماضغة. وتمتلك هذه الحشرات عيون مركبة تشبه الكلية، وتتميز العين بأنها غير أحادية العدسة، وتمتلك الحشرة قرون استشعار طويلة تصل إلى 32 جزء.
يتميز جسم هذه الحشرة بأنه أسطواني الشكل، ويرجع ذلك إلى الحجر الأنبوبية التي تعيش بداخلها الحشرات. كما يتصف الجزء الأول من الصدر بصغر وضيق حجمه، بينما يتسم الجزء الثاني والثالث بالحجم الأكبر والأوسع خاصة في الذكور حيث توجد العضلات المسئولة عن الطيران. تظهر الأجنحة -إن وُجدت- كزوجين متساويين في الحجم والشكل: طويلة ودقيقة كما يوجد بها بعض التعرق (venation) البسيط نسبيًا. وتُحلق هذه الأجنحة بواسطة هيدروليات (hydraulics) رئيسية؛ فقبل الطيران؛ تمتلئ الحجيرات بمادة الدَّمَلِمْف (hemolymph) مما يجعلها متصلبة بشكل كافي وجاهزة للتحليق. وأثناء الهبوط، يتم تفريغ هذه الحجيرات وتصبح الأجنحة مرنة ومن ثم تتوقف وتنبسط مجددًا في مكانها بطول الجسم. كما يمكن أن تنبسط للأمام فوق الجسم، ويُسهل هذا الانبساط بجانب المرونة حركة الحشرة داخل الحجيرات الحريرية الضيقة بدون التسبب بأي ضرر أو أذى.

تتسم الأرجل في كل من الذكور والإناث بالقصر والقوة بالإضافة إلى طول عقلة الرسغ في الزوج الأول من الأرجل التي تحوي غدد إنتاج الحرير. وتتقسم البطن إلى عشر أجزاء بالإضافة إلى أن زوجي الجزء الأخير يكونا أشرين. تمتاز هذه الأجزاء الأشرية بأنها بالغة الحساسية للمس، كما تسمح للحشرة بالتحكم في توجيه نفسها أثناء الرجوع للخلف خلال أنفاق الحجيرة شديدة الضيق حيث لا تسمح للحشرة بإدارة جسمها. ونظرًا للشكل المورفولوجي للحشرة والذي يتشابه مع الكثير من الأنواع، مما يجعل عملية تصنيف الأنواع أمرًا بالغ الصعوبة. ولهذا السبب، فإن الشكل الرئيسي لهوية التصنيف المستخدم في الماضي شهد رصدًا مكثفًا للبنيات الجنسية المميزة للذكور، (على الرغم من أن هذه الطريقة في هذه الأيام والتي اعتنقها بعض علماء الحشرات واختصاصي التصنيف لم يُثمر عنها تفاصيل تصنيفية كافية). وبالرغم من أن الذكور لا تتغذى طول فترة عمرها؛ إلا أنها تمتلك أجزاء فمية مثلها مثل الإناث. وتنحصر وظيفة هذه الأجزاء الفمية في تثبيت الذكور فوق الإناث أثناء عملية التزاوج.

## دورة الحياة
بعد عملية التزاوج، تضع الإناث مجموعة واحدة من البيض إما داخل الحجيرة الموجودة أو أنها تبحث عن مقاطعة جديدة لإنشاء مستعمرة جديدة. وهنا يبدأ البيض في الفقس ويثمر عن حوريات تشبه الحشرات البالغة الغير مجنحة ولكنها صغيرة الحجم، (توجد صور عن يمين وأسفل الشاشة). وبعد فترة قصيرة خاضعة للرعاية الأبوية، تجتاز الحوريات مرحلة التحول الناقص (الانسلاخ (moulting) خلال عدة مراحل قبل البلوغ وقبل التحول كحشرة ناضجة بالغة النمو بعد الانسلاخ الأخير)، تتم عملية الانسلاخ على أربع مراحل قبل الوصول إلى حشرة بالغة. ولا تتناول الذكور البالغة أي طعام مطلقًا، بجانب أنها تغادر المستعمرة للبحث عن الإناث والتزاوج. تتزاوج الذكور التي لا تستطيع الطيران مع إناث المستعمرات المجاورة، وهذا يعنى أن عملية التزاوج تتم بين حشرات ذات قرابة أو نسب. وفي معظم الأنواع، تأكل الإناث الذكور بعد عملية التزاوج، ومهما يحدث؛ لا تنجو الذكور لفترة طويلة بعد عملية التزاوج. وتتصف بعض الأنواع القليلة بأنها بكرية التوالد، ويعني هذا أن الإناث تستطيع أن تنتج نسلاً حيًا بدون تخصيب البيض. وتحدث هذه الظاهرة عندما لا تجد الإناث ذكورًا لإتمام عملية التزاوج بغض النظر عن سبب غياب الذكور، ومن ثم تمنح الإناث لنفسها ولنوعها حماية إنتاجية في كل الأوقات.

## النظام الغذائي
يتنوع النظام الغذائي لناسجات الشبك من نوع لنوع نتيجة لموارد الطعام المتاحة التي تتغير بتغير البيئة. تعتبر الحوريات والإناث البالغة من يقتات الأعشاب التي تتغذى على نثار الأوراق والطحالب ولحاء الشجر ونباتات الحزاز. وكما ذُكر مسبقا، فإن الذكور لا تقتات مطلقا، ويعني هذا أن معظم الذكور تنفق بسرعة كبيرة نتيجة استنفاذ موارد الطاقة (المجاعة).

## السلوك الاجتماعي
تمتاز معظم -إن لم يكن كل- أنواع ناسجات الشبك بأنها حشرات اجتماعية مثل العديد من أنواع الحشرات، خاصة المشاركة في النشاطات الاجتماعية المشتركة. أدى هذا السلوك الاجتماعي الخاص إلى تورط الإناث في حماية بيضها ومن ثم رعاية الصغار لعدة أيام بعد فقس البيض. وتظهر هذه الرعاية الأبوية في بعض الأنواع في صور إطعام الإناث الحوريات بأجزاء الأوراق المطحونة وبموارد الطعام الأخرى.
كما تظهر صور النشاطات الاجتماعية في مشاركة الأنثى بالطاقة والوقت المبذولين في رعاية الصغار وتتم مكافئتها نظير ذلك بالحفاظ على النسل الجيني الخاص بنوعها. في بعض الأنواع تتشارك الإناث في الحجيرة الواحدة، ومع ذلك فإن معظم المجموعات تتكون من أنثى بالغة ونسلها.

## إنتاج النسيج الحريري
تنتج ناسجات الشبك خيوط الحرير التي تشبه بشكل كبير الخيوط الحريرية التي تُنتجها دودة القز (Bombyx mori). يتم إنتاج الحرير داخل الغدد المساعدة الكروية الموجودة في رسغ القدم الخاص بالأرجل الأمامية لناسجات الشبك، وتنج الإناث وكذلك الحوريات الخيوط الحريرية. وعلى خلاف دودة القز (Bombyx mori) والحشرات الأخرى المنتجة للحرير (والغزل) التي تنتمي لرتب قشريات الأجنحة (Lepidoptera) وغشائيات الأجنحة (Hymenoptera) والتي لا تملك سوى زوج واحد من الغدد الحريرية في كل حشرة، بينما تمتلك بعض الأنواع من ناسجات الشبك ما يصل إلى 300 غدة حريرية: 150 في كل رجل أمامية. تظهر هذه الغدد في شكل «زائدة جلدية شبيه بالشعرة تُسمى قاذفة الحرير»، وتستطيع هذه الحشرات غزل كمية كبيرة جدًا من الحرير بسرعة بالغة ينتُج عنها حجيرات واسعة وذلك نظرًا لوجود عدد ضخم من الغدد الحريرية (انظر الصور أسفل الشاشة). يتم غزل الشبكات الحريرية في جميع مراحل الانسلاخ طيلة عمر الحشرة، ولا تتطلب عملية الغزل سوى طاقة زهيدة من الحشرة.

## الحجيرات
تظهر الحجيرات المنتجة من قبل ناسجات الشبك في أشكال غرف وأنفاق مغزولة من الحرير الذي تنتجه هذه الحشرات ويتضح الهياكل المغزولة في صورة تكتلية تشبه الحجارة ولحاء الشجر وأوراق الشجر. تقوم بعض الأنواع بإخفاء الحجيرات الخاصة بها عن طريق تزيين الطبقات الخارجية بأجزاء صغيرة من أوراق الشجر أو بعض المواد الأخرى حتى تشبه البيئة المحيطة (انظر الصورة). وتعد الحجيرات شيئا مهمًا لاستمرار دورة حياة هذه الحشرات حيث تحافظ هذه الحجيرات على الرطوبة المطلوبة لبيئة الحشرات، بجانب الحماية التي توفرها ضد الحيوانات المفترسة خاصة أثناء عملية التغذي والتناسل والتعايش. ولا تخرج ناسجات الشبك من حجيراتها إلا في حالة واحدة وهي عند طيران الذكور المجنحة أو سير الذكور غير المجنحة بحثًا عن التزاوج، أو عند استطلاع الإناث للمنطقة المحيطة بحثًا عن موارد طعام جديدة. وفي حالة ظهور حيوان مفترس أو أي تهديد أخر؛ تقوم ناسجات الشبك بالتقهقر للخلف إلى حجيراتها، وفي بعض الأنواع تتظاهر هذه الحشرات بأنها «ميتة» حتى زوال هذا الخطر المحدق.
وتستمر ناسجات الشبك في الاستمرار بتوسيع حجيراتها سعيًا وراء موارد الطعام الجديدة، وتقوم هذه الحشرات أيضًا بتوسيع حجيراتها كلما زاد حجمها. تقوم الحشرات بغزل نسيجها الحريري عن طريق تحريك أرجلها الأمامية للخلف وللأمام فوق الطبقة السفلية ثم تقوم بتدوير أجسامها لإنشاء نفق أسطواني مبطن بالحرير. وتتكون الحجيرات القديمة من مجموعة من الطبقات الصفائحية الحريرية. وتحتوي كل حجيرة على عدد من الحشرات، غالبا ما تنحدر من أنثى واحدة، وتشكل هذه الأنثى بناءً معقدًا أشبه بالمتاهة، ويتم توسيعه عن طريق التقهقر الآمن بحثًا عن طعام متاح قريب. ويختلف حجم وتعقيد المستعمرة نظرًا لاختلاف الأنواع، ويتسع حجم مستعمرات هذه الأنواع التي تعيش في المناخيات الحارة والرطبة.

## كتابات أخرى
- دايفيد غريمالدي & ميخائيل إنجل (2005). Evolution of the Insects. مطبعة جامعة كامبريدج. ISBN:0-521-82149-5.
- World list of extant and fossil Embiidina (California Academy of Sciences)

## وصلات خارجية
- Enderlein G (1912) Monograph of the Embiidina (In German)